# Flassan
Flassan település Franciaországban, Vaucluse megyében. Lakosainak száma 455 fő (2022. január 1.). Flassan Bédoin, Monieux, Mormoiron, Sault és Villes-sur-Auzon községekkel határos.

## Népesség
A település népességének változása:
| Lakosok száma | 423  | 444  | 467  | 465  | 474  | 478  | 471  | 463  | 455  |
|               | 2013 | 2015 | 2016 | 2017 | 2018 | 2019 | 2020 | 2021 | 2022 |